# ناحية حيش
ناحية حيش إحدى نواحي سوريا تتبع إداريّاً لمحافظة إدلب منطقة معرة النعمان ومركزها بلدة حيش، بلغ تعداد سكان الناحية 41,231 نسمة حسب التعداد السكاني لعام 2004.

## بلدات وقرى ناحية حيش
أبو حبة، العامرية، العامودية، أرمنايا، بابولين، حيش، كفرباسين، كفر سجنة، معر حطاط، معيصرونة، موقا، ركايا سجنة، صهيان، الشيخ دامس، التح، تحتايا، الصالحية، جبالا الشرقية.